# پریماورا (شیلی)
پریماورا (به اسپانیایی: Primavera) یک شهرستان در شیلی است که در تیه‌را دل فوئگو واقع شده‌است. پریماورا ۴٬۶۱۴٫۲ کیلومتر مربع مساحت و ۵۴۵ نفر جمعیت دارد و ۱۲ متر بالاتر از سطح دریا واقع شده‌است.